# 이기택
이기택(李基澤, 1937년 7월 25일 ~ 2016년 2월 20일)은 대한민국의 정치인이다.

## 생애

### 생애 초기
1937년 경상북도 영일군 청하면(현:포항시 북구)에서 태어나 부산상업고등학교(현:개성고등학교) 졸업을 거쳐, 고려대학교 상과대학에서 학위를 받았다.
1960년 고려대학교 학생위원장으로 자유당의 부정선거에 항의하는 학생운동을 주도해 4.19의 도화선을 당겼다. 고려대학교 졸업 후 자형 이임용과 큰누이 이선애가 경영한 태광산업(현 태광그룹)에 입사하여 창립멤버가 되었다.

### 야당 지도자

#### 3공, 유신 시절
1967년 신민당 소속의 전국구로 7대 국회의원에 당선되었다. 이후 부산 동래구로 지역구를 옮겨 8·9·10대 국회의원을 역임하면서 신민당 사무총장과 부총재까지 오르는 중진의 반열에 올랐다. 김영삼, 김대중의 양김씨와 이철승과 같은 거물 틈새에서 당내에 자신의 계보까지 조직할 정도로 성장하였다. 1969년 범청년투쟁위원회를 조직하고 대표가 되었으며, 그해 4월 19일에는 4.19 10주년 기념 강연을 마친 뒤 침묵 시위에 들어가기도 했다.
1976년 신민당 사무총장에 선출되었고, 1979년 초 신민당 부총재에 피선되었다.
1979년 5월 신민당 총재 경선에 출마하였으나 낙선하였다. 1차 투표에서 이철승 292표, 김영삼 267표, 이기택 92표, 신도환 87표를 받았다. 그러나 정치활동이 금지되었던 김대중계열이 김영삼을 지지하면서 순식간에 이철승의 호적수가 되었다. 승부는 2차 투표로 넘어갔다. 김대중은 이기택에게 김영삼 지지를 호소하였고 이기택은 이를 받아들였다. 2차 투표에서 김영삼 378표, 이철승 367표로 근소한 차로 김영삼은 역전승을 하여 신민당 총재에 선출되었다.

#### 5공, 6공 시절
신군부 집권 이후 정치규제에 묶여 제11대 국회에서는 출마하지 못하였지만 도미, 미국으로 건너가 1982년 미국 펜실베이니아대학교 객원교수 등을 지냈다. 그 뒤 구정치인 정치활동 규제가 풀리자 1985년 12대 총선에서 부산 해운대구에 출마하여 당선되었다. 이때 정치규제에 묶여 일선에 나설 수 없었던 양김씨를 대신하였지만 실권이 별로 없던 이민우 신민당 총재 아래에서 부총재를 역임하였다.
1987년 신민당이 내세운 직선제와 여당인 민주정의당이 내세운 내각제 사이에서 개헌논의에 진척이 없어 정국이 파국으로 치닫자, 민주화 조치가 이루어지면 내각제 개헌도 무방하다던 이른바 "이민우 구상"을 둘러싸고 야당내에 갈등이 증폭되었다. 그리하여 이민우를 비롯한 신민당 내의 대여타협파와 결별하기 위해 양김씨가 자신의 계파의원들을 모두 신민당에서 탈당시켜 새로이 통일민주당을 창당하였다. 이때 이기택은 소속 계보 의원들과 함께 신민당을 탈당하였지만 통일민주당에 참여하지는 않았다. 이후 전두환이 4.13호헌조치를 발표하자 이에 항의하여 15일간 단식하였다. 신민당 부총재 이후 통일민주당 부총재 등을 지냈다.
1987년 6월 6월 항쟁이후, 여당이 대통령 직선제 개헌을 받아들이자, 이기택은 비로소 통일민주당에 입당하여 부총재를 역임하고 다시 통일민주당 후보로 13대 국회의원 총선에서 당선되었다.
그해 9월과 10월 통일민주당의 대권후보를 놓고 대립하던 김영삼과의 경선을 불참한 김대중이 탈당하여 평화민주당을 창당하였으나 이기택은 여기에 가담하지 않았다. 1988년 통일민주당의 부총재에 재선되고, 1989년 통일민주당 원내총무를 겸임하였다.

### 1990년 이후
1990년 3당 합당시 결국 참여를 거부, 김영삼 등과 결별하고 함께 삼당합당을 거부한 노무현, 김정길, 무소속 의원인 홍사덕, 이철등과 함께 민주당(꼬마민주당)을 창당하였다. 이어 꼬마민주당 총재에 선출되었고 이후 평민당과 야권통합협상을 벌였다. 한편 그는 국군보안사령부의 사찰대상 중 한 사람이 되어 노태우 정부로부터 감시당하였는데, 1990년 10월 4일 오후 6시 40분쯤 외국어대 재학 중 민학투련 출신이었던, 탈영병 윤석양 이병의 폭로에 의해 밝혀졌다. 윤석양은 탈영후 서울시 연지동 기독교회관 7층 한국기독교교회협의회 인권위원회 사무실에서 「양심선언」을 통해 탈영당시 보안사에서 갖고 나온 동향파악대상자 개인색인표 신상철, 이들 내용이 입력된 컴퓨터디스켓을 공개하였다. 1991년 개헌후 처음 벌어졌던 기초지방선거에서 참패한 후, 9월 10일 합당에 합의하여 9월 16일 김대중의 신민주연합당과 합당해서 "민주당"을 창당하고 김대중과 함께 공동대표가 되어 1992년 14대 총선에서는 지역구 해운대를 떠나 전국구로 당선되었다.
1992년 5월 26일 제14대 대통령후보 경선에 출마하였으나, 경선에서 김대중 대표최고위원에게 석패하였다. 12월 김대중이 대통령 선거에서 낙선하고 정계를 은퇴하자, 일약 야당총수가 되었다. 1993-1994년에는 제1야당의 총수로서 전성기를 누렸으나, 당내 최대 지분을 소유하고 있던 동교동계와 번번이 신경전을 벌이며 주도권 다툼을 하였다. 1995년 지방선거에서 공천권을 둘러싸고 동교동계와 잦은 충돌 끝에 결국 되돌아올 수 없는 강을 건넜다. 민주당은 여당을 밀어내고 서울시장을 차지하는등 지방선거에서는 사실상 승리하였지만, 이미 이기택을 배제하기로 마음먹은 김대중은 동교동계 의원 전원을 민주당에서 탈당시켜 새정치국민회의를 창당하고 정계에 복귀하였다.
이후 1996년 15대 총선에서는 민주당 소속으로 부산 해운대구에 출마하였지만 낙선하고, 이어 1997년 고향 포항의 보궐선거에서도 출마하지만 낙선하였다. 15대 대통령 선거에서는 서울시장이었던 조순을 대통령후보로 영입하였지만, 소수정당의 한계를 느낀 조순이 신한국당의 이회창과 연합하여 한나라당으로 합당하면서 이에 참여하였다. 불운하게도 이회창이 대통령선거에 패하여 이기택은 또다시 야당의 길을 걷게 되었다.

### 2000년대 이후
2000년 16대 총선에서 당에 대한 중진급의 영향력을 배제하기 위하여 이회창은 많은 중진들을 공천에서 탈락시켰다. 이때 공천에서 탈락한 김윤환, 김광일, 그리고 재야인사인 장기표등과 함께 민주국민당을 창당하여 부산 연제구에 다시 출마했지만 낙선하였다. 그해 민주국민당 최고위원에 선출되었다.
2002년 부산상고 후배이자, 과거 민주당 동지인 노무현 후보를 지지하면서 지지유세에 나서기도 하였다. 2002년 새천년민주당 중앙선거대책위원회 상임고문이 되었다. 그러나 집권 이후, 참여정부 노선에 대한 비판적인 시각을 피력하며 정치적인 참여를 거부하였다. 2007년에는 노무현 대통령에 대한 지지를 철회하고 17대 대선에서 한나라당 이명박을 지지하였다.
2007년 대선을 앞두고 이명박에 대한 지지를 선언한 뒤 한나라당 선거대위 상임고문을 맡았다.
이후 해외한민족교육진흥회 이사장을 거쳐 민주평화통일자문회의 수석 부의장 후보로 지명되던 김덕룡이 이명박 대통령의 국민통합특보에 임명되면서 2008년 9월 정부로부터 민주평화통일자문회의의 수석 부의장에 임명되었으나, (이명박 지지에 대한) "보은성 인사"의 논란이 일었다.

### 사망
2016년 2월 20일 서울성모병원에서 지병으로 향년 79세를 일기로 별세했다.

## 학력
- 청하공립국민학교 졸업
- 부산중학교 졸업
- 부산상업고등학교 졸업
- 고려대학교 상과대학 상학 학사

## 상훈
- 2011년 국민훈장 무궁화장
- 1963년 건국포장

## 역대 선거 결과
|  | 32.7% |

|  | 65.89% |

|  | 39.23% |

|  | 40.14% |

|  | 43.00% |

|  | 48.30% |

|  | 29.2% |

|  | 47.65% |

|  | 28.33% |

|  | 26.53% |

## 소속 정당
| 소속 정당 | 소속 정당    | 소속 기간 | 비고                |
| --------- | ------------ | --------- | ------------------- |
|           | 신민당       | 1967~1969 | 정계 입문           |
|           | 무소속       | 1969      | 자진 정당 해산      |
|           | 신민당       | 1969~1980 | 정당 재등록         |
|           | 무소속       | 1980~1985 | 정당 해산           |
|           | 신한민주당   | 1985~1987 | 창당                |
|           | 무소속       | 1987      | 탈당                |
|           | 통일민주당   | 1987~1990 | 창당                |
|           | 무소속       | 1990      | 탈당                |
|           | 민주당       | 1990~1991 | 창당                |
|           | 민주당       | 1991~1995 | 합당                |
|           | 통합민주당   | 1995~1996 | 합당                |
|           | 민주당       | 1996~1997 | 당명 변경           |
|           | 한나라당     | 1997~2000 | 합당                |
|           | 무소속       | 2000      | 탈당                |
|           | 민주국민당   | 2000~2001 | 창당                |
|           | 무소속       | 2001~2002 | 탈당                |
|           | 새천년민주당 | 2002~2003 | 입당                |
|           | 무소속       | 2003~2007 | 탈당                |
|           | 한나라당     | 2007~2012 | 복당                |
|           | 새누리당     | 2012~2013 | 당명 변경           |
|           | 무소속       | 2013~2016 | 탈당 정계 은퇴 사망 |

## 같이 보기
- 동래구 을 (1971년 선거구)
- 부산 동래구의 국회의원
- 동래구 (1973년 선거구)
- 남구·해운대구
- 부산 남구의 국회의원
- 부산 해운대구의 국회의원
- 해운대구 (선거구)
- 대한민국 제14대 국회의원 선거 민주당 후보 목록#전국구
- 대한민국의 민주평화통일자문회의 수석부의장